# Děti Boží

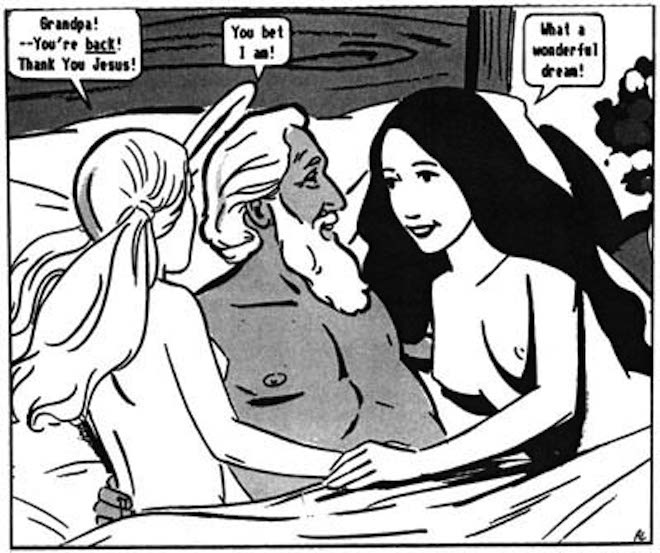
Zobrazení zakladatele Dětí Božích, Davida Brandt Berga, jako Boha-Dědečka v tzv. Moových dopisech.

Děti Boží (také Rodina nebo Rodina lásky) je nové náboženské hnutí založené v roce 1968 Davidem Brandt Bergem. Uskupení se hlásí ke křesťanství, má podle dat z oficiálního webu v roce 2025 okolo 1200 členů a vlastní komunity ve více než 80 zemích světa. Skupina je známá svými neortodoxními náboženskými naukami a sexuálními kontroverzemi.

## Historie
Děti Boží byly založeny Davidem Brandt Bergem v Kalifornii na konci 60. let 20. století, a to pod názvem Teenageři pro Krista. Když Berg zažil silný odpor od tradičních církví, rozhodl se vzít 40–100 ze svých stoupenců a utábořit se v historickém parku Lewise a Clarka. Právě tehdy byla skupina poprvé v novinách nazvána jako „Děti Boží“.
V polovině 70. let začala skupina praktikovat tzv. Flirty Fishing neboli způsob získávání nových členů a vlivných mužů prostřednictvím prostituce. Do Flirty Fishingu se zapojovaly pouze ženy – členky hnutí.
V roce 1978 byl název skupiny změně na Rodina lásky, a to nejspíš ve snaze odvrátit znepokojení veřejnosti nad některými z kontroverzních učení hnutí.  V roce 1991 byl název zkrácen na Rodina a v roce 2004 bylo hnutí znovu změněno na Mezinárodní rodina (The Family International). Organizace však podle religionistů Novotného a Vojtíška vystupuje pod řadou dalších názvů jako Kiddie Viddie, C.E.S nebo Martinelli.

## Učení
Religionista Tomáš Novotný uvádí, že organizace Dětí Božích má pyramidální hierarchii, jejíž dno tvoří „děti“ (nově získaní členové) a vrchol „královská rodina“ (Bergova rodina spolu s několika dalšími členy), jež má řízení organizace ve svých v rukou. Pravidla v organizaci jsou přísná. Novotný uvádí, že „o Bergových slovech se nediskutuje a pouhé „reptání“ je považováno za těžký hřích“. Členové se musí vzdát svých biologických rodičů (pokud nejsou členy skupiny). Davida Václavík řadí hnutí Dětí Božích mezi autoritářské sekty, odmítající svět.
Hnutí prosazovalo volnou lásku, sdílení partnerů a posvátnou prostituci, tedy prostituování členek za účelem konvertování nových členů. Jako sakrální prostituci vnímá flirty-fishing i religionista David Václavík. Ve svatých spisech hnutí byl však obhajován i incest nebo sex s dětmi od 5 let. Organizace doporučovala rodičům, aby své děti postupně uváděli do sexuální praxe hnutí. Výjimkou v komunitách nejsou podle odborníků ani pornokazety či videokazety s dětskou pornografii.

## Kritika
Děti Boží byly obviňovány z toho, že ve svých náboženských textech legitimizovaly nebo propagovaly sexuální zneužívání žen a dětí. Řada bývalých členů vystoupila v médiích se svými příběhy o sexuálním zneužívání v dětství. V Argentině, Francii, Španělsku, Austrálii, Venezuele a Peru probíhalo vyšetřování organizace kvůli zneužívání dětí a prostituci. Obvinění z institucionalizace pedofilie a sexuálního zneužívání byla také popsána v knize Bez sestry neodejdu, autobiografickém vyprávění o sexuálním zneužívání tří sester, které ze sekty utekly.

## V České republice
Komunita Dětí Božích bydlela v 90. letech v Týnci nad Sázavou, v Senohrabech a v osadě Borka ve středních Čechách. Na Benešovsku měla podle české policie vlastní školku- Religionista Tomáš Novotný uvedl, že měli v Praze i Bratislavě vlastní kancelář. Vedoucím komunity byl Joe Powdrill a mluvčím Dave Newman. Odborník na sekty Zdeněk Vojtíšek v roce 1997 varoval, že by skupina mohla spáchat hromadnou sebevraždu a označil ji za „velmi nebezpečnou“. Měla podle jeho odhadů v ČR desítky členů. V roce 1998 vyšla o Rodině lásky reportáž TV Nova v pořadu Na vlastní oči, kde zazněla i informace, že je sekta na oficiálním seznamu nebezpečných skupin vydaném Ministerstvem vnitra. Podle materiálů Ministerstva Vnitra bylo v roce 1998 možné narazit při návštěvě českých komunit Dětí Boží na pornokazety a dětskou pornografii.
Mezi lety 2000-2006 vystupovala organizace Dětí Boží na území České republiky pod názvem East European Missions (EEM). Uskupení vystupovalo jako křesťanská humanitární organizace a mělo české webové stránky. Religionista Zdeněk Vojtíšek uvedl, že spojení EEM s Dětmi Božími bylo evidentní. Na českém webu byly zveřejněny tzv. Moovy dopisy a jiné texty zakladatele Dětí Božích, Davida Brandt Berga. Pod hlavičkou EEM byly v Česku založeny projekty jako Dr. Klaun nebo Robin Hood. Organizaci vedl Manfred Franke a programovým ředitelem byl Lech Nawara. V letech 2007-2025 fungují projekty Dr. Klaun a Robin Hood pod správou organizace C4C (Chance 4 Children) se sídlem v Senohrabech. Ta na svém webu píše, že navazuje na EEM a její činnost. Jejím zakladatelem je Manfred Franke. V týmu pracuje i Lech Nawara. Spisovatelka Martina Bittnerová o propojení Dětí Božích a C4C napsala sérii článků, kde popisovala příběh svých dvou spolužaček, jež propadly sektě v 90. letech.